# VI династия
VI династия — династия Древнего Египта, продолжавшаяся примерно 150 лет и относящаяся к Древнему царству.

## Фараоны
| Имя правителя      | Годы правления         | Пирамида                |
| ------------------ | ---------------------- | ----------------------- |
| Тети               | ок. 2347—2337 до н. э. | Пирамида Тети в Саккаре |
| Усеркара           | ок. 2337—2335 до н. э. |                         |
| Пиопи I (Пепи I)   | ок. 2335—2285 до н. э. | Пирамида на юге Саккары |
| Меренра I          | ок. 2285—2279 до н. э. | Пирамида на юге Саккары |
| Пиопи II (Пепи II) | ок. 2279—2219 до н. э. | Пирамида на юге Саккары |
| Меренра II         | ок. 2219—2218 до н. э. |                         |
| Нитокрис (царица)  | ок. 2218—2216 до н. э. |                         |

VI династия, по мнению многих исследователей, является последней правящей династией Древнего царства, хотя The Oxford History of Ancient Egypt включает VII и VIII династии в качестве части Древнего царства.

### Тети
VI династия была основана Тети, который женился на Ипут, как считается, дочери фараона V династии Униса. На данный момент у египтологов не существует единого мнения на обстоятельств смерти Тети. По мнению Манефона, он был убит собственной стражей. Некоторые приписывают организацию этого заговора некоему Усеркара, который значится фараоном, следующим за Тети в Абидосском списке царей.

### Пиопи I
Сын Тети от брака с Ипут. Известен успешными военными походами на Синайский полуостров, Нубию, в которых прославился вельможа Уна.